# Riley Barber
Riley Barber (né le 7 février 1994 à Pittsburgh, dans l'État de la Pennsylvanie aux États-Unis) est un joueur professionnel américain de hockey sur glace. Il évolue à la position d'ailler droit. 

## Biographie

### Carrière universitaire
Barber entame sa carrière universitaire avec les Redhawks de Miami de l'Université Miami (Ohio) en 2012-2013. À la fin de sa saison recrue, il est nommé sur la première équipe d'étoiles de la CCHA grâce à une récolte de 39 points en 40 matchs. Il se classe d'ailleurs au 2e rang des pointeurs chez les Redhawks derrière Austin Czarnik. Le 22 décembre 2013, durant sa 2e année universitaire, il est désigné capitaine de la formation américaine junior de hockey pour le Championnat du monde junior de hockey sur glace 2014. Il a remporté la médaille d'or avec les États-Unis lors de l'édition 2013 du tournoi.

### Carrière professionnelle
Le 17 avril 2015, il renonce à son année senior avec les Redhawks et signe son contrat d'entrée de 3 ans avec les Capitals de Washington. Il dispute son premier match chez les professionnels, le 10 octobre 2015. Il inscrit 2 buts et conduit les Bears de Hershey à une victoire de 5-1 face aux Falcons de Springfield.
Le 24 février 2017, il fait ses débuts dans la LNH avec les Capitals qui affrontent les Oilers d'Edmonton. Le 7 décembre 2018, il est rappelé par le grand club à la suite d'une blessure de T.J. Oshie, mais est laissé de côté pour le match. Avant son rappel, il domine les Bears avec une récolte de 18 points en 20 parties.
Le 1er juillet 2019, il s'entend avec les Canadiens de Montréal en tant qu'agent libre pour 1 an.
Le 20 février 2020, il est échangé aux Penguins de Pittsburgh avec Philip Varone en retour des attaquants Joseph Blandisi et Jake Lucchini.

## Statistiques

### En club
| Saison    | Équipe                            | Ligue |    | Saison régulière | Saison régulière | Saison régulière | Saison régulière | Saison régulière |   | Séries éliminatoires | Séries éliminatoires | Séries éliminatoires | Séries éliminatoires | Séries éliminatoires |
| Saison    | Équipe                            | Ligue | PJ | B                | A                | Pts              | Pun              | PJ               | B | A                    | Pts                  | Pun                  |                      |                      |
| 2010-2011 | Fighting Saints de Dubuque        | USHL  | 57 | 14               | 14               | 28               | 48               | 11               | 2 | 0                    | 2                    | 6                    |                      |                      |
| 2011-2012 | U. S. National Development Team   | USHL  | 24 | 5                | 6                | 11               | 59               | -                | - | -                    | -                    | -                    |                      |                      |
| 2012-2013 | Redhawks de Miami                 | NCAA  | 40 | 15               | 24               | 39               | 22               | -                | - | -                    | -                    | -                    |                      |                      |
| 2013-2014 | Redhawks de Miami                 | NCAA  | 38 | 19               | 25               | 44               | 28               | -                | - | -                    | -                    | -                    |                      |                      |
| 2014-2015 | Redhawks de Miami                 | NCAA  | 38 | 20               | 20               | 40               | 12               | -                | - | -                    | -                    | -                    |                      |                      |
| 2015-2016 | Bears de Hershey                  | LAH   | 74 | 26               | 29               | 55               | 34               | 17               | 1 | 3                    | 4                    | 24                   |                      |                      |
| 2016-2017 | Bears de Hershey                  | LAH   | 39 | 13               | 14               | 27               | 12               | 12               | 1 | 4                    | 5                    | 4                    |                      |                      |
| 2016-2017 | Capitals de Washington            | LNH   | 3  | 0                | 0                | 0                | 0                | -                | - | -                    | -                    | -                    |                      |                      |
| 2017-2018 | Bears de Hershey                  | LAH   | 60 | 20               | 18               | 38               | 49               | -                | - | -                    | -                    | -                    |                      |                      |
| 2018-2019 | Bears de Hershey                  | LAH   | 64 | 31               | 29               | 60               | 84               | 9                | 3 | 3                    | 6                    | 4                    |                      |                      |
| 2019-2020 | Rocket de Laval                   | LAH   | 39 | 23               | 18               | 31               | 19               | -                | - | -                    | -                    | -                    |                      |                      |
| 2019-2020 | Canadiens de Montréal             | LNH   | 9  | 0                | 0                | 0                | 2                | -                | - | -                    | -                    | -                    |                      |                      |
| 2019-2020 | Penguins de Wilkes-Barre/Scranton | LAH   | 7  | 3                | 3                | 6                | 6                | -                | - | -                    | -                    | -                    |                      |                      |
| 2020-2021 | Griffins de Grand Rapids          | LAH   | 32 | 20               | 14               | 34               | 22               | -                | - | -                    | -                    | -                    |                      |                      |
| 2021-2022 | Red Wings de Détroit              | LNH   | 4  | 0                | 0                | 0                | 2                | -                | - | -                    | -                    | -                    |                      |                      |
| 2021-2022 | Griffins de Grand Rapids          | LAH   | 49 | 28               | 25               | 53               | 24               | -                | - | -                    | -                    | -                    |                      |                      |
| 2022-2023 | Stars du Texas                    | LAH   | 69 | 32               | 32               | 64               | 43               | 8                | 2 | 3                    | 5                    | 10                   |                      |                      |
| 2023-2024 | Barys                             | KHL   | 28 | 10               | 13               | 23               | 4                | -                | - | -                    | -                    | -                    |                      |                      |
| 2023-2024 | Ak Bars Kazan                     | KHL   | 28 | 5                | 6                | 11               | 2                | 1                | 0 | 0                    | 0                    | 0                    |                      |                      |

### En équipe nationale
| Année | Équipe         | Compétition                  |   | PJ | B | A | Pts | Pun           |  | Résultat |
| 2012  | États-Unis U18 | Championnat du monde -18 ans | 6 | 1  | 2 | 3 | 2   | 7e place      |  |          |
| 2013  | États-Unis U20 | Championnat du monde junior  | 7 | 3  | 3 | 6 | 4   | Médaille d'or |  |          |
| 2014  | États-Unis U20 | Championnat du monde junior  | 5 | 4  | 2 | 6 | 0   | 5e place      |  |          |
| 2022  | États-Unis     | Championnat du monde         | 9 | 1  | 0 | 1 | 2   | 4e place      |  |          |